# Venancio Flores
Venancio Flores Barrios (Trinidad, llavors Banda Oriental, avui Uruguai, 18 de maig de 1808 - Montevideo, 19 de febrer de 1868) va ser un militar i polític uruguaià, membre del Partit Colorado, President de la República en els períodes de 1853 - 1855 (interí) i 1865 - 1868.

## Biografia
Va lluitar durant la Croada Llibertadora (Cruzada Libertadora) que es va iniciar amb la desembarcada dels Trenta-tres Orientals. El 1839 va ser nomenat Cap Polític del departament de San José. Va lluitar en la Guerra Gran contra Manuel Oribe i Juan Manuel de Rosas (1843 - 1851) i va participar en la Batalla de Cagancha. A l'inici del Sitio Grande va ser designat Comandant Militar, convertint-se després en un influent personatge en el Partit Colorado.
Amb el final de la Guerra Gran, el president seria el general Eugenio Garzón, però la seva mort va fer que s'elegís a Juan Francisco Giró, sent Flores nomenades Cap Polític de Montevideo el 1852. El 1853, quan va renunciar Giró, va formar un triumvirat amb Fructuoso Rivera i Juan Antonio Lavalleja. Amb la mort d'aquests, el 1853 i 1854, Flores va quedar en exercici del Poder Executiu, completant el període de Giró fins i tot 1855.
El 1856 es va raure en la província d'Entre Ríos, Argentina, intervenint activament en la Confederació Argentina i de l'Uruguai, recolzant a l'Estat de Buenos Aires.
El 19 d'abril de 1863 va encapçalar una revolució que va donar inici a una guerra civil. Va triomfar en la batalla de Coquimbo (juny de 1863) i Cañas (juliol de 1863). Va ocupar Florida l'agost de 1864 i Paysandú el gener de 1865, per entrar a Montevideo el 20 de febrer d'aquell any. Es pot assenyalar que mesos abans, el 4 d'agost de 1864, els defensors de la vila (avui ciutat) de Florida, capital del departament homònim, també havien estat afusellats per ordre de Venancio Flores, després de la presa de la plaça per part d'aquest.
Es va establir llavors un Govern Provisional, nom que encobria la seva dictadura personal. El març es va involucrar, conjuntament amb el Brasil i l'Argentina, en la Guerra de la Triple Aliança contra Paraguai, la qual va devastar aquesta nació.
La dictadura del General Flores va acabar el 15 de febrer de 1868. Quatre dies després, i en circumstàncies llargament discutides, va ser assassinat a Montevideo per un grup de desconeguts, presumptivament pel seu màxim adversari, l'expresident i membre del Partit Nacional, Bernardo Prudencio Berro, i els seus seguidors. Poques hores després del seu homicidi, Berro seria jutjat i posteriorment assassinat brutalment pels simpatitzants de Flores.
El 30 de desembre de 1885, el llavors president de l'Uruguai, Máximo Santos, militar i membre del Partit Colorado, va fundar el departament de Flores en homenatge a Venancio Flores, oriünd d'aquesta zona.

## Algunes obres del seu govern
- Aprovació del Codi de Comerç, 1866.
- Primera connexió telegràfica amb Buenos Aires, 1867.
- Inauguració de l'edifici central de l'Administració del Correu, 1867.
- Atorgament de les primeres concessions per a la construcció de les línies de ferrocarrils.
- Aprovació del Codi Civil, 1868.
- Inauguració de la primera línia de tramvies de tracció a cavall, 1868.
- Augment de la immigració des de països europeus.